# جاكوب فراي (كاتب)
جاكوب فراي هو صحفي وكاتب سويسري، ولد في 13 مايو 1824 في Gontenschwil ‏ في سويسرا، وتوفي في 30 ديسمبر 1875 في برن في سويسرا.